# Aptronim
Aptronim je ime, ki je zaradi različnih okoliščin posebej prikladno za nosilca imena. Sovpada z latinskim rekom Nomen est omen (Ime je znamenje). Veliko osebnih imen je nastalo kot aptronimi, na primer Filip, iz grško fil hippos – ljubitelj konj, ali Otokar iz starovisokonemšo õt – posest, bogastvo in wakar – buden, čuječ, ali slovenski Branimir. Tudi priimki so pogosto aptronimi. Tako poznamo živalske priimke, kot so Medved, Lisjak ali Zajec, ali poklicne priimke, kot so Kolar, Kovač ali Župančič, in tako naprej.
Podvrsta aptronimov so nekateri primeri demonimov, ko oseba dobi ime po kraju: Logar, Hostar, Travnikar, Potočnik, Hribšek, Goričan, Dolinšek.
Aptronimi so bili znani že v antičnih časih: ime starogrškega filozofa Platona pomeni širokopleč. Stari Judje so bili posebej znani po imenih, ki so imela svoj pomen. Sveto pismo je polno takih primerov. Eva pomeni živa, ker je po svetopisemski razlagi postala (mati vseh) živih. Sara pomeni kneginja. Ime nadangela Gabrijela pomeni Bog je moja moč. Janez (izvirno hebrejsko Jehohanan) pomeni Bog je milostljiv. Jezus (izvirno hebrejsko Jehošua) je ime, ki je bilo pri Starih Judih zelo pogosto (kot pri Slovencih Franc ali Tone), pomeni pa Bog rešuje.
Zgodovinopisje je mnogim vladarjem dalo vzdevke zaradi katere od njihovih značilnosti: Fabij Cunctator (Obotavljicev – vzdevek, ki si ga je prislužil kot vojskovodja), Friderik Barbarossa (Rdečebradec), Ludvik Otrok, Ludvik Pobožni, Karel Plešasti, Rihard Levjesrčni, Ivan Brez dežele, Filip Lepi, Ernest Železni, Ivan Grozni.
Veliko primerov je tudi v fiktivni literaturi, kjer pisatelji svojim likom dajo primerljiva imena. Primer: glavni protagonist Dostojevskijevega romana Zločin in kazen je Razkolnikov, ki zagreši umor, kar ga privede v notranji razkol med upravičenostjo in nemoralnostjo zločina.

## Primeri

### Slovenščina
- Špelca Čopič, slovenska umetnostna zgodovinarka, likovna kritičarka, kustosinja Narodne galerije Slovenije in profesorica na Akademiji za likovno umetnost in oblikovanje v Ljubljani
- Anton Duhovnik, slovenski duhovnik
- Nana Forte, slovenska skladateljica in sopranistka (forte je glasbeni izraz za glasno)
- Pedro Opeka, slovenski misijonar, je na Madagaskarju z lastnimi rokami zgradil célo mesto
- Valentin Tratnik, slovenski botanik in mineralog

### Angleščina
- Michael Ball, angleški nogometaš
- Lance Bass, ameriški basist – pevec fantovske skupine NSYNC
- Alexander Graham Bell, izumitelj telefona
- Russell Brain, nevrolog
- Karina DePiano, pianistka, ki je koncertirala s pevko Taylor Swift
- David Dollar, ameriški ekonomist
- Amy Freeze, ameriška meteorologinja
- Igor Judge, angleški sodnik
- Bill Medley, ameriški pevec
- Chris Moneymaker, ameriški pokeraš, ki je zmagal na World Series of Poker 2003
- Francine Prose, ameriška romanopiska
- Daniel Snowman, zgodovinar in avtor knjige o polarnem raziskovanju
- Scott Speed, ameriški dirkač Formule 1
- William Wordsworth, priznani angleški pesnik

### Francoščina
- Brata Lumière (francosko lumière – svetloba), pionirja kinematografije
- Edmond Potier (francosko potier – lončar), arheolog, specialist za starogrške vaze

### Italijanščina
- Giacomo della Chiesa (italijansko della Chiesa – od Cerkve) je postal papež Benedikt XV.
- Sandro Penna (italijansko penna – pero), italijanski pesnik

### Nemščina
- Jules Angst (nemško Angst – strah, tesnoba), švicarski profesor psihiatrije, avtor del o tesnobi
- Georges Haussmann, francoski arhitekt

## Inaptronimi
V nekaterih primerih lahko imena izpadejo nerodno ali neprimerno.

### Slovenščina
- Sabina Cvilak, slovenska sopranistka
- Enotni, slogan Slovenske vojske lahko zveni tudi kot Enot ni (Slovenska vojska je znana po kadrovski podhranjenosti)
- Postani vojak, slogan kampanje zaposlovanja v Slovenski vojski; postani se lahko bere kot glagol ali kor pridevnik
- Avgust Mežnaršič, atentator na škofa Antona Vovka; Avgust etimološko latinsko pomeni vzvišeni, mežnar pa velja za enega najnižjih uslužbencev v Cerkvi; mežnaršič je poleg tega manjšalnica od mežnarja, kar parafrazirano pomeni, da je »vzvišeni mežnarček dvignil roko nad svojega škofa«; škof velja za najvišjega uslužbenca v Cerkvi
- Majda Potrata, poslanka slovenskega Državnega zbora
- Anton Stres, odstavljeni slovenski nadškof, katerega škofljani so bili pod stresom
- Zidani Most, vas v Občini Trebnje, ki ima en sam most – lesen

### Angleščina
- Rob Banks, britanski policist
- Colleen Lawless, ameriška sodnica
- Jaime Sin, filipinski nadškof, ki so mu po povzdignjenju v kardinala hudomušno rekli Cardinal Sin (glavni greh); pošalil pa se je iz svojega priimka tudi sam, ko je obiskovalce svoje nadškofovske palače pozdravil z Welcome to the house of Sin.
- Barry White, ameriški črnski pevec

### Nemščina
- Irma Pavlinič Krebs (nemško Krebs – rak), slovenska ministrica, znana po svojem »kadilskem« glasu